# Eccard Freiherr von Gablenz
Pour les articles homonymes, voir Gablenz.
Eccard Freiherr von Gablenz (26 janvier 1891 à Königsberg – 17 décembre 1978 à Rheinbach) est un Generalleutnant allemand qui a servi au sein de la Wehrmacht dans la Heer pendant la Seconde Guerre mondiale.
Il a été récipiendaire de la Croix de chevalier de la Croix de fer. Cette décoration est attribuée pour récompenser un acte d'une extrême bravoure sur le champ de bataille ou un commandement militaire avec succès.

## Biographie
Le baron von Gablenz rejoint le 1er régiment de grenadiers de la Garde en tant qu'enseigne début avril 1910, et y est promu lieutenant le 18 août 1911, avec un brevet daté du 20 août 1909.
Eccard baron von Gablenz est capturé en 1945 et est libéré en 1947.

## Décorations
- Croix de fer (1914)
  - 2e Classe
  - 1re Classe
- Croix d'honneur
- Agrafe de la Croix de fer (1939)
  - 2e Classe
  - 1re Classe
- Médaille du Front de l'Est
- Croix de chevalier de la Croix de fer
  - Croix de chevalier le 15 août 1940 en tant que Generalleutnant et commandant de la 7. Infanterie-Division[2]